# Renodes flavilimbata
Renodes flavilimbata är en fjärilsart som beskrevs av George Francis Hampson 1926 och som ingår i släktet Renodes. Inga underarter finns listade.